# منیزیم سولفید
سولفید منیزیم (به انگلیسی: Magnesium sulfide) با فرمول شیمیایی MgS یک ترکیب شیمیایی است. این ترکیب یک مادهٔ سفید کریستالی مواد است که اغلب ب فرم ناخالص که پودری است قهوه‌ای و غیر کریستالی ظاهر می‌شود. این ماده در تولید صنعتی آهن فلزی به تشکیل می‌شود.

## آماده‌سازی و خواص کلی
MgS از واکنش گوگرد یا سولفید هیدروژن با منیزیم شکل گرفته‌است. این ماده در ساختار سنگ نمک متبلور می‌شود. خواص شیمیایی MgS شبیه به سولفیدهای یونی مانند سولفیدهای سدیم، باریم یا کلسیم است. این ماده با اکسیژن واکنش می‌دهد تا فرم سولفات مربوط یعنی منیزیم سولفات را تشکیل دهد. MgS در واکنش با آب سولفید هیدروژن و هیدروکسید منیزیم می‌دهد.

## کاربردها
در فرایند BOS، گوگرد اولین عنصر است که حذف می‌شود. گوگرد از کوره آهن ناخالص که حاوی صدها کیلوگرم پودر منیزیم است توسط یک نیزه خارج می‌شود. سدیم سولفید تشکیل شده پس از آن بر روی مذاب آهن شناور و سپس حذف می‌شود.
MgS یک نیمه هادی مورد علاقه به عنوان یک حذف کننده آبی-سبز است که از اوایل دهه ۱۹۰۰ این خاصیت شناخته شد. گپ گسترده خواص این ماده اجازه می‌دهد تا از MgS به عنوان آشکارساز عکسهای با طول موج کوتاه (نور ماوراء بنفش) استفاده شود.

## ایمنی
MgS پس از تماس با رطوبت سولفید هیدروژن تولید می‌کند.